# Archipsocopsis frater
Archipsocopsis frater är en insektsart som först beskrevs av Edward L. Mockford 1957.  Archipsocopsis frater ingår i släktet Archipsocopsis och familjen Archipsocidae. Inga underarter finns listade i Catalogue of Life.